# Gerrit Bolhuis
Gerrit Bolhuis, né le 23 juin 1907 à Amsterdam et mort dans cette même commune le 19 novembre 1975, est un sculpteur néerlandais.

## Biographie
Il était le fils de Jacobus Johannes Bolhuis et Anna Hendrika Koedijk.
Bolhuis suivit un enseignement au Kunstnijverheidsschool Quellinus Amsterdam (nl), puis il étudia à l’Académie royale des beaux-arts d'Amsterdam le dessin de 1928 à 1930, puis en sculpture de 1930 à 1934 avec Jan Bronner (nl) et Hendrik Adriaan van der Wal. Élève favori de Bronner, il remporta prix de Rome néerlandais en 1934. Avec son épouse Annetje Meijs, il partit à Rome (au Koninklijk Nederlands Instituut Rome (nl)) et à Paris (à la Cité fleurie). Il repartit à Amsterdam, où il resta jusqu’à la fin de ses jours. Il posa sa candidature à une association de sculpteurs, la Nederlandse Kring van Beeldhouwers (nl), mais elle fut rejetée, Cela conduisit “Bolhuis-incident”, où 7 membres menacèrent de partir (dont John Rädecker (nl) et Han Wezelaar (nl)) s’il n’était pas accepté, ce qui finit par arriver, et il peut recevoir des commandes.
Après la Seconde Guerre mondiale, il plaça des œuvres à Winterswijk (plaats) (nl), Epe (plaats in Nederland) (nl), Beverwijk et Amsterdam.
Il est enterré à De Nieuwe Ooster (nl).
En 2009, Beelden aan Zee lui consacre une rétrospective.

## Galerie

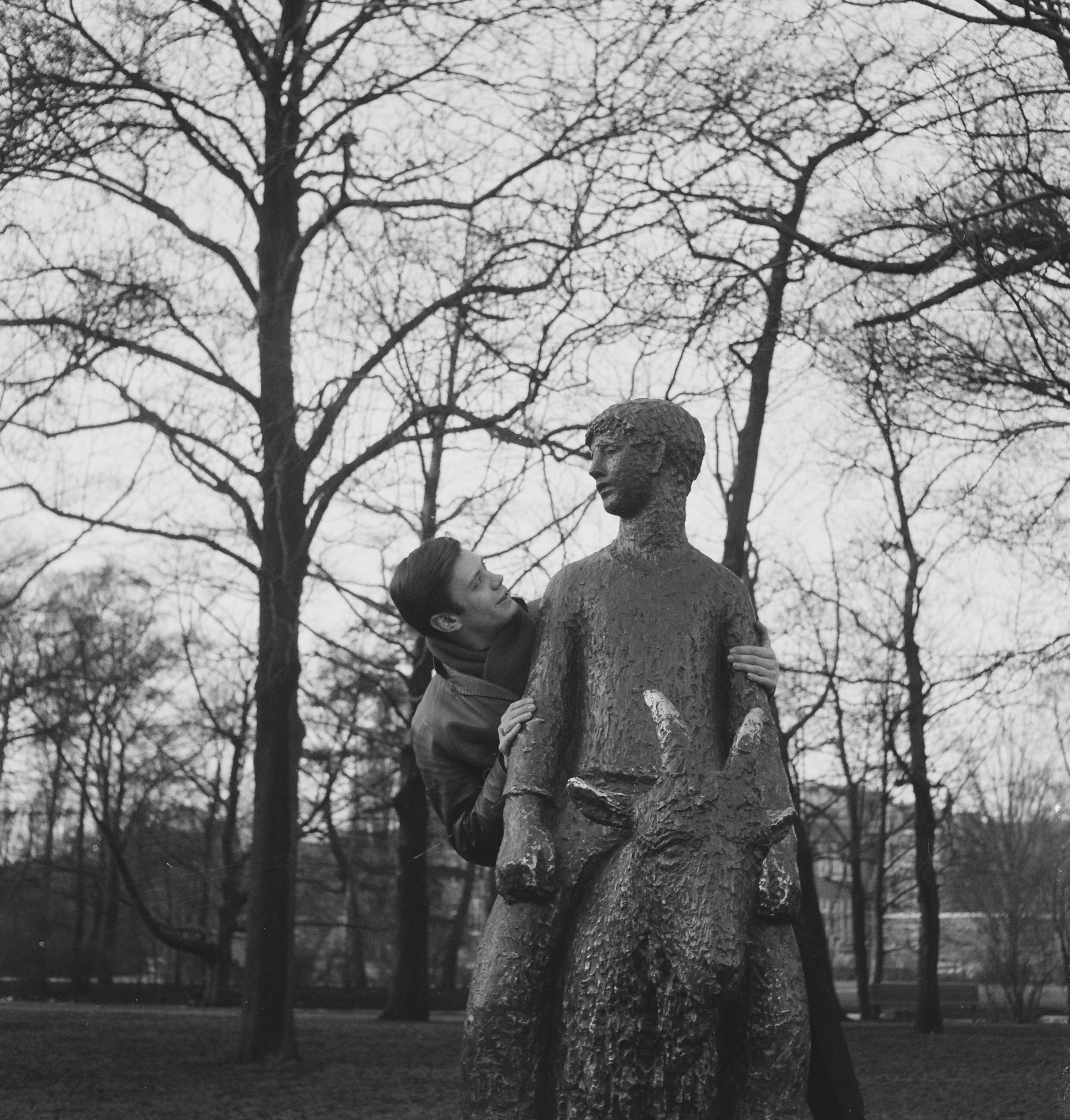
Rob de Nijs photographié en 1964 par Jean Smudlers sur Le Monteur de chèvre, statue de Gerrit Bolhuis dans l'Oosterpark
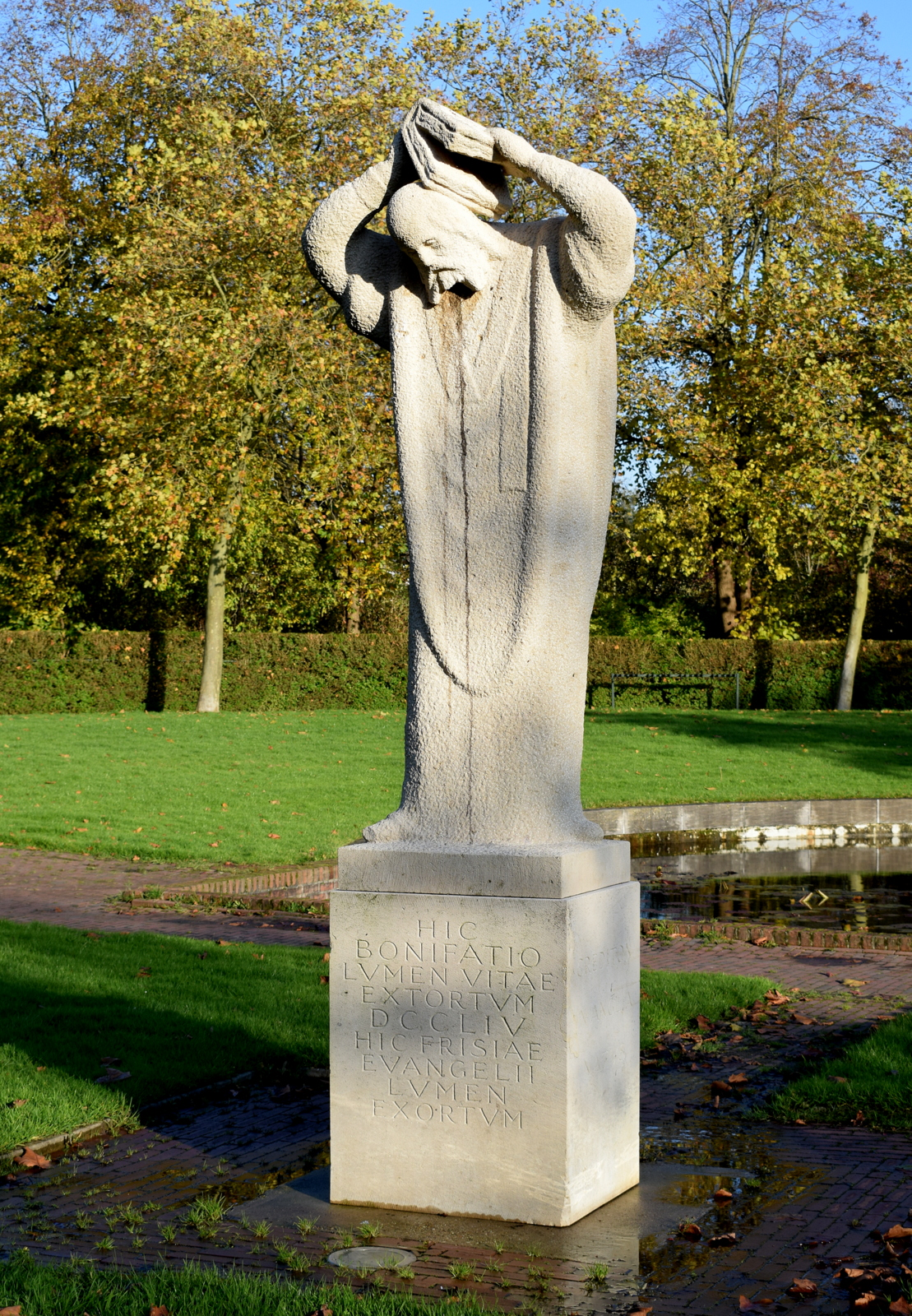
Statue de saint Boniface à Dokkum
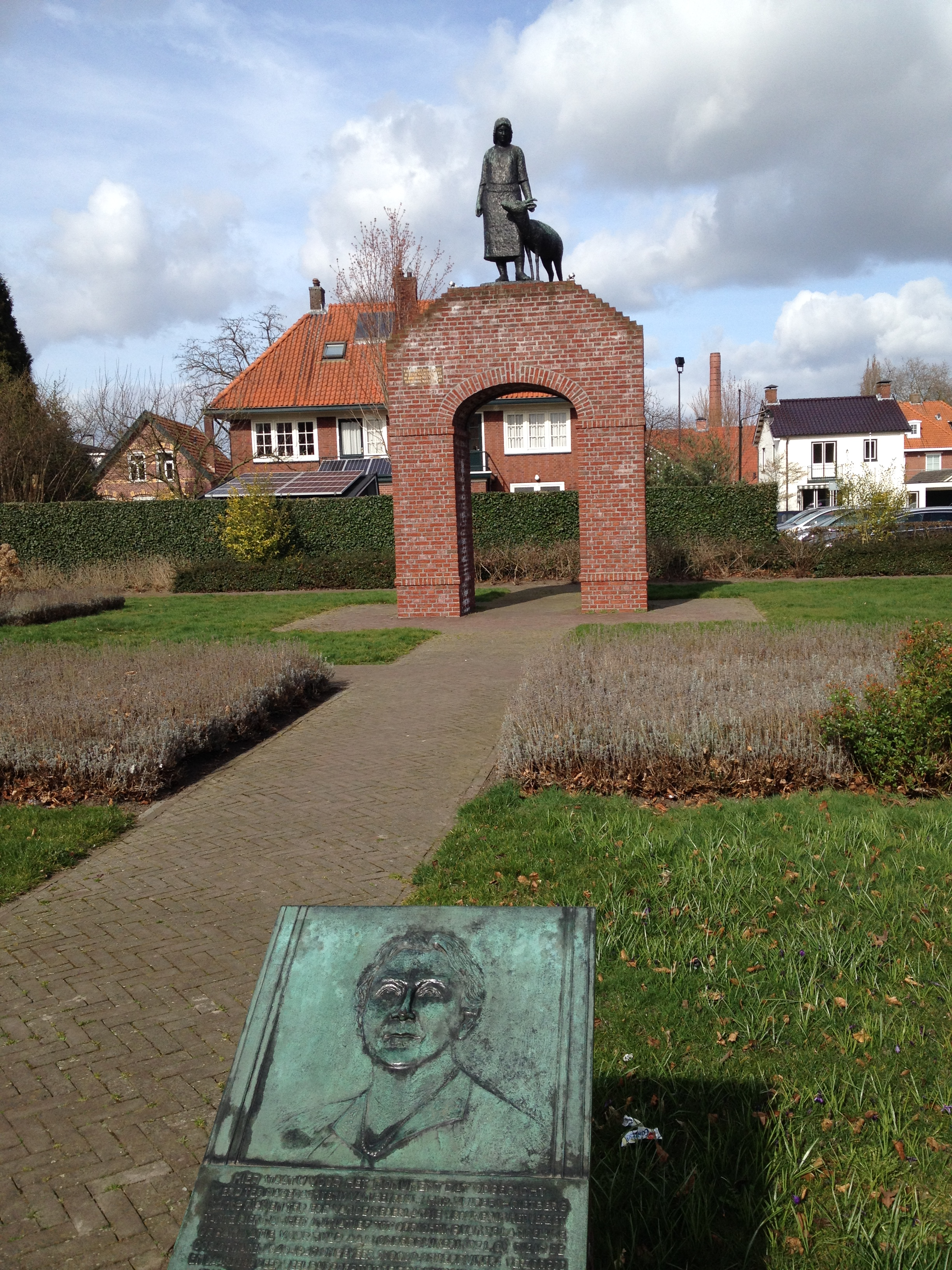
Tante Riek (nl), résistante néerlandaise morte à Ravensbrück
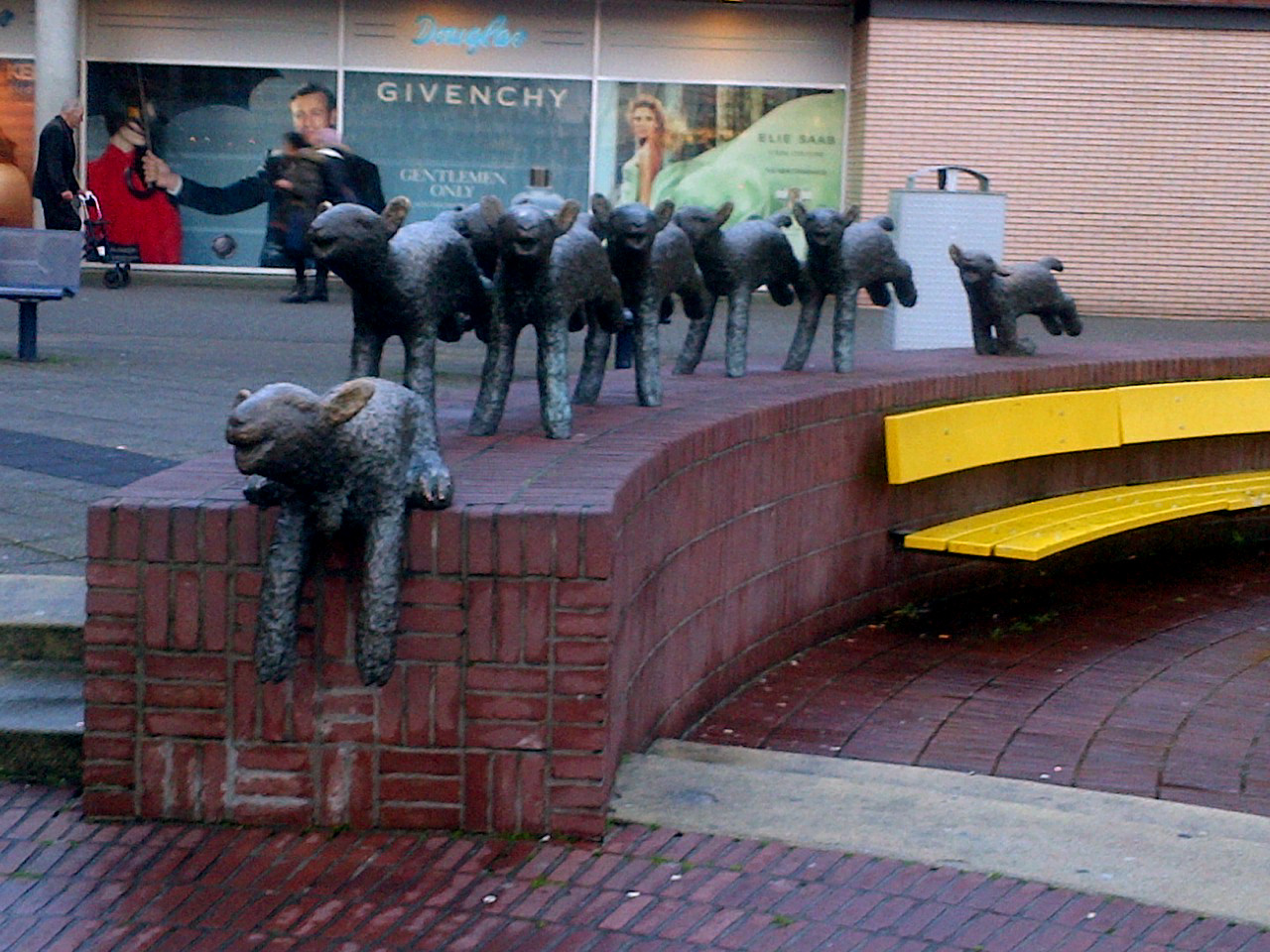
Schaapjes (nl) sur l'Osdorplein (nl)
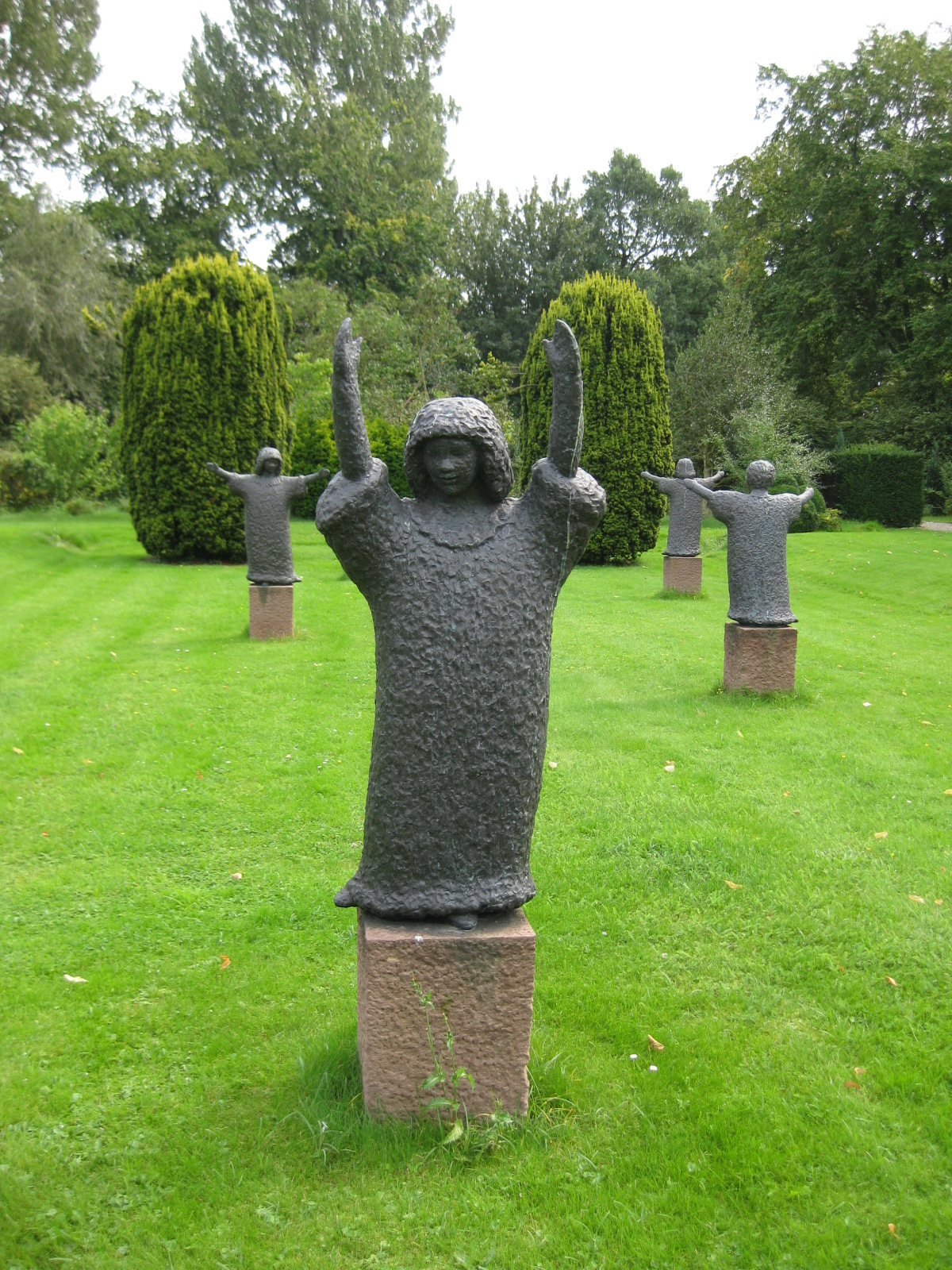
Enfants qui jouent
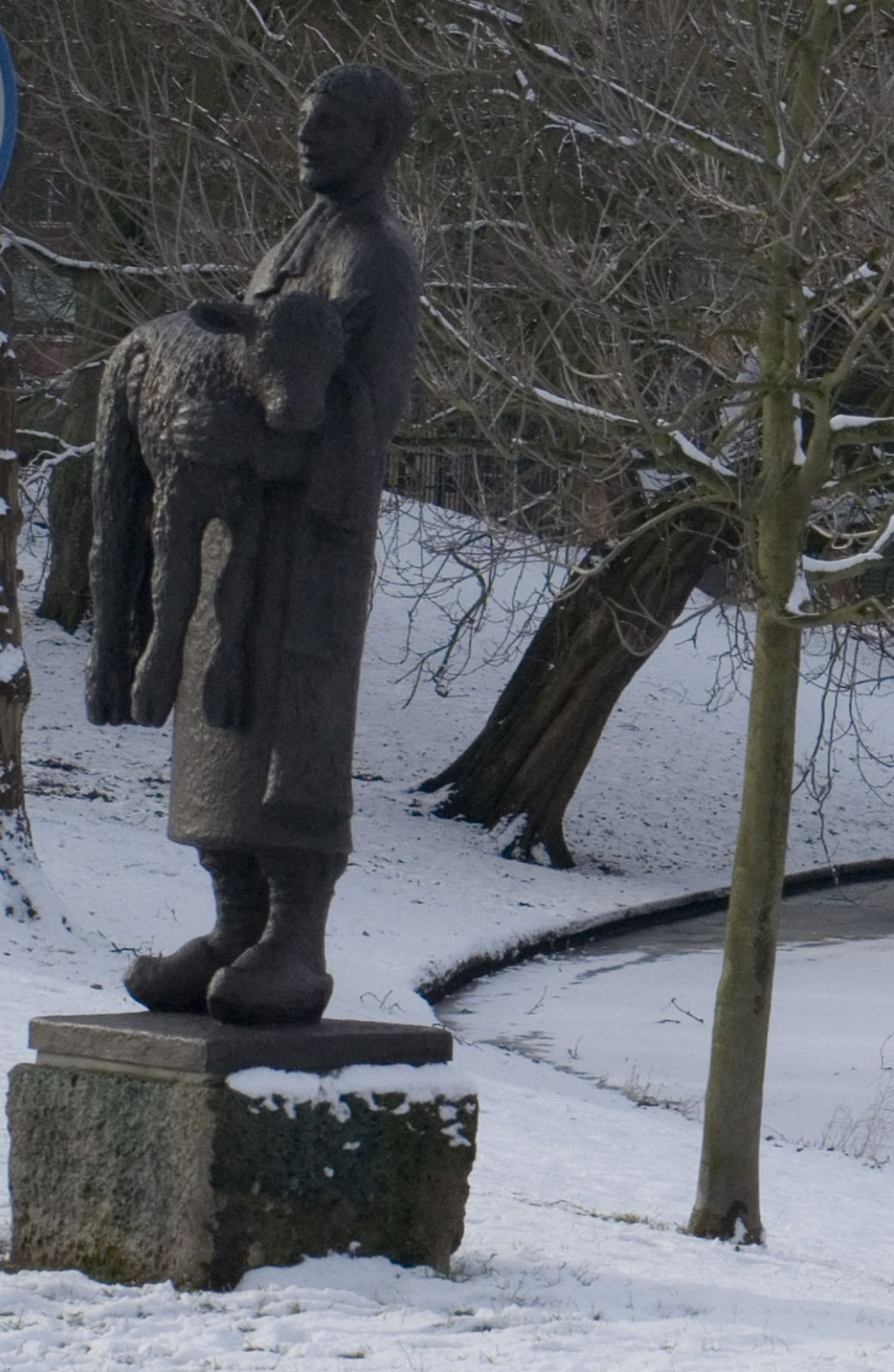
Homme avec un agneau, à Alkmaar
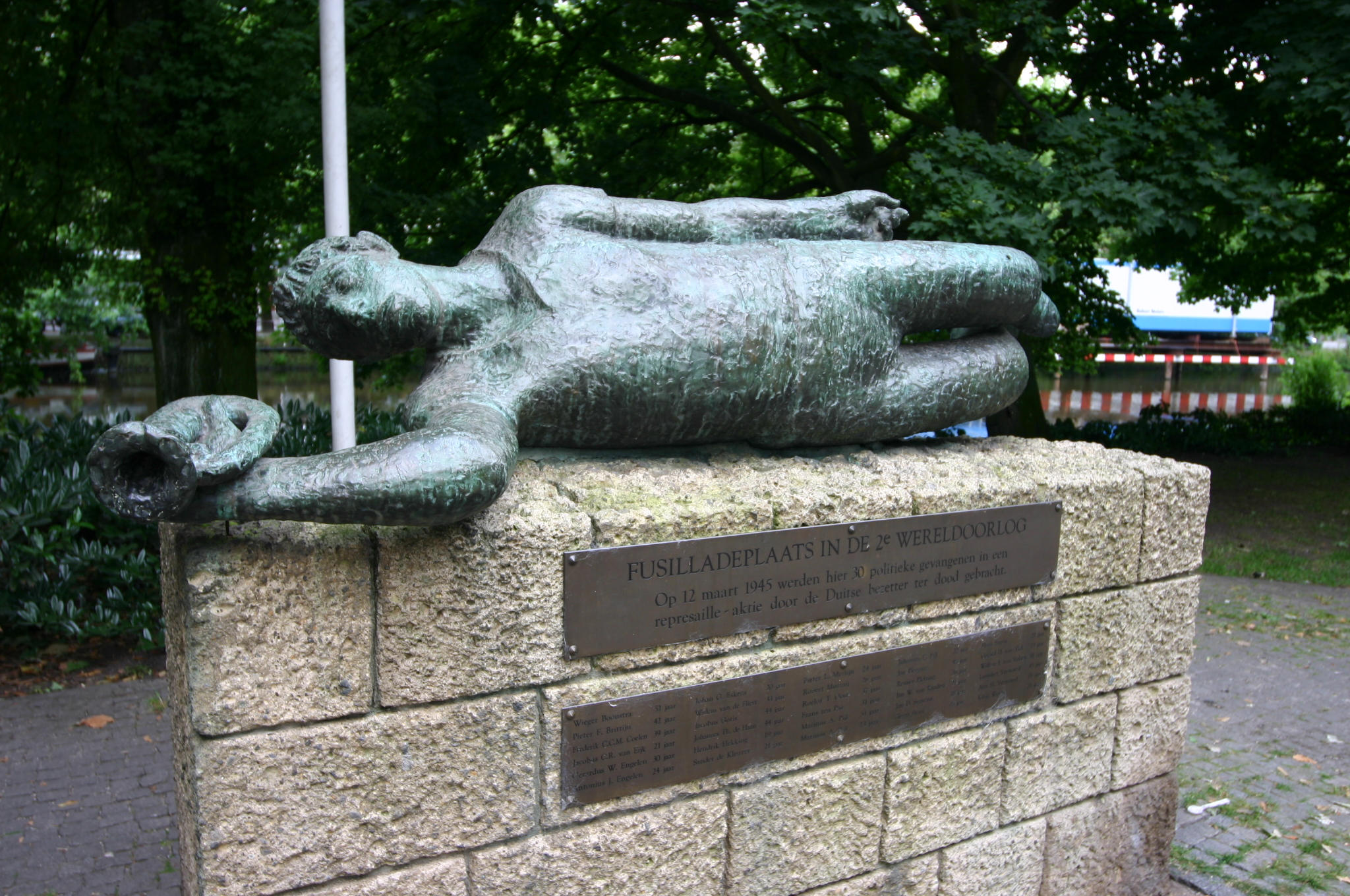
Le Corniste tombé (Fusillade (Gerrit Bolhuis) (nl), pour se rappeler d'une exécution perpétrée par les nazis.
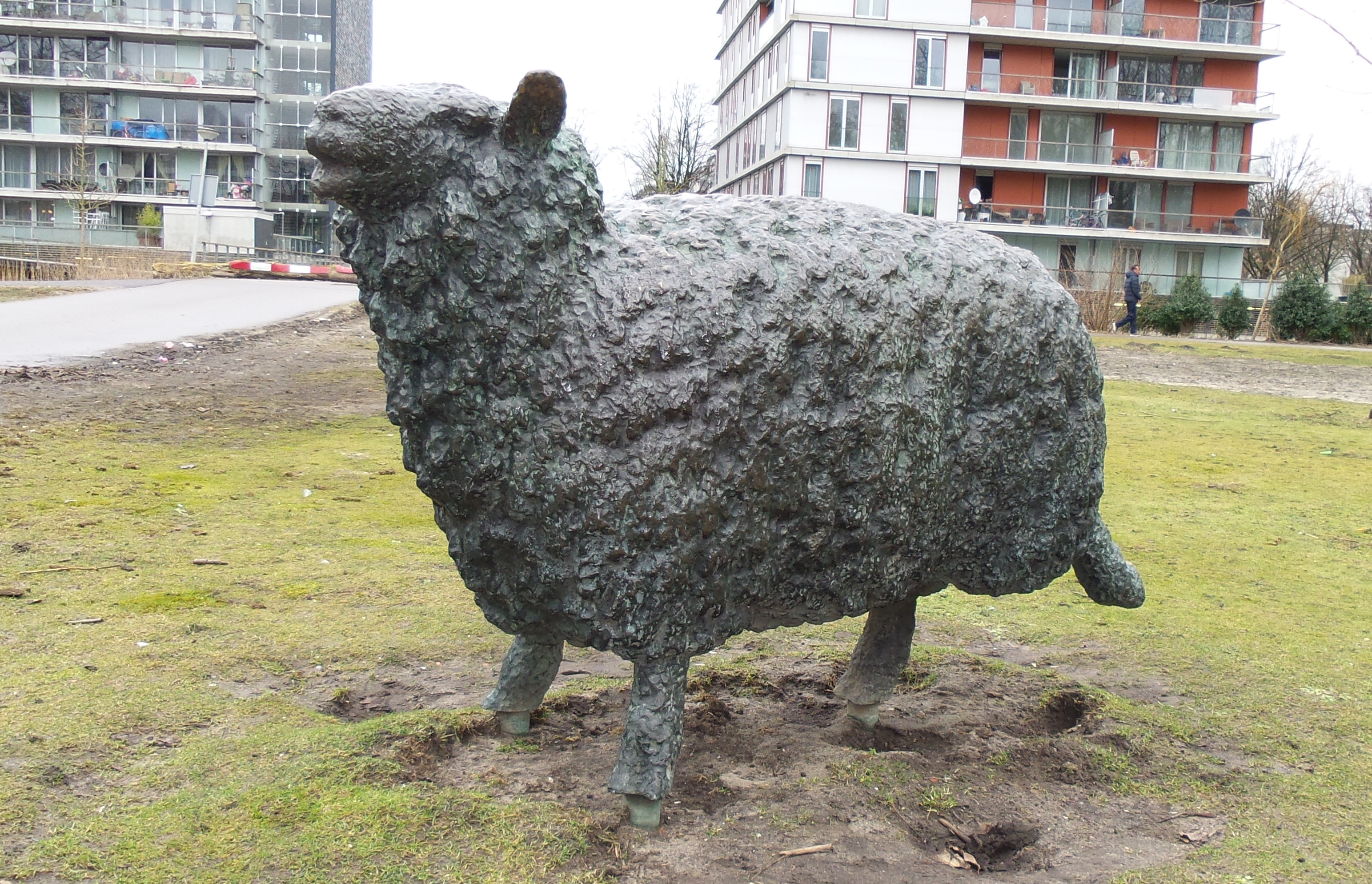
Le Mouton à cinq pattes
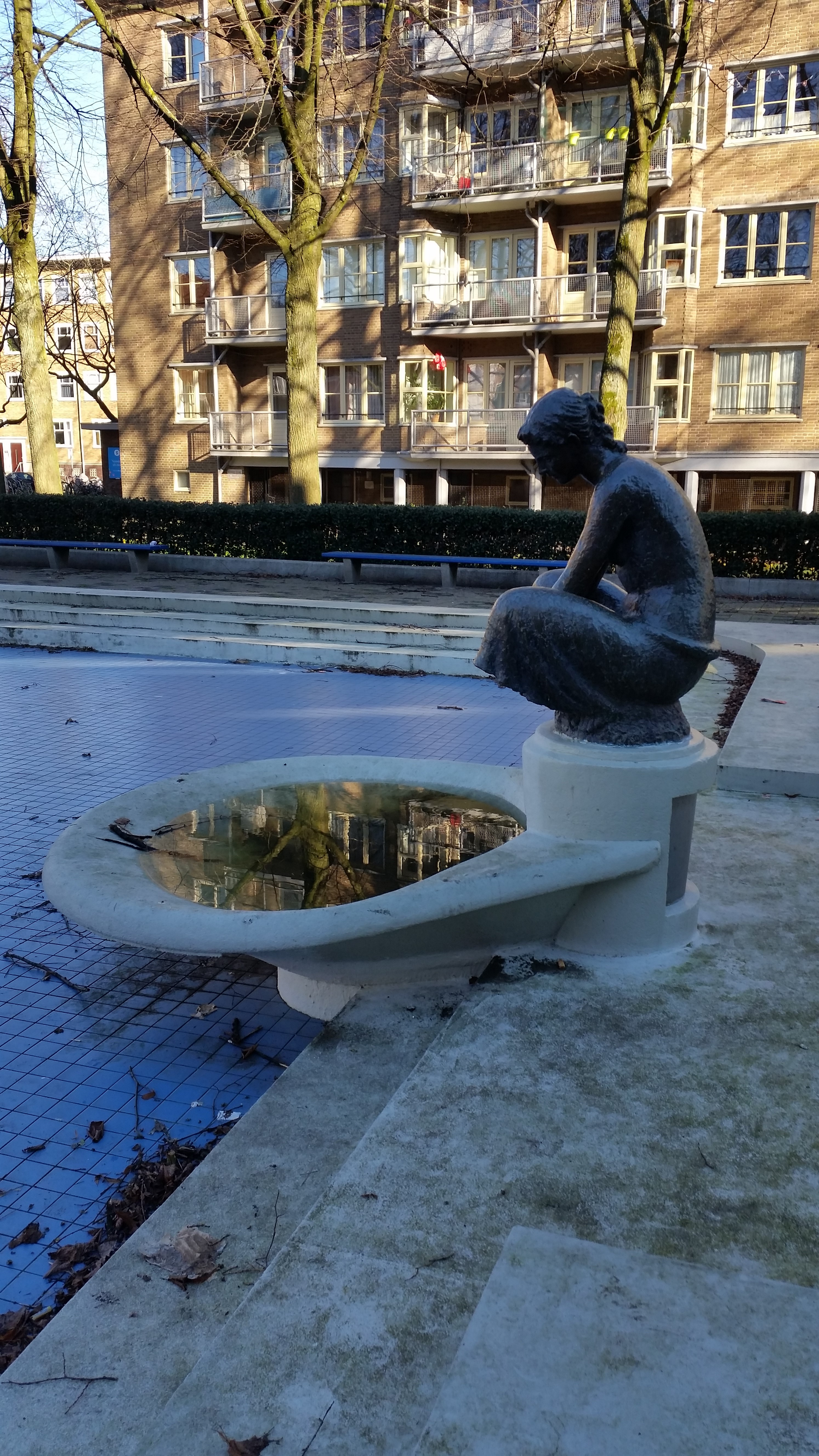
La Femme et le broc